# 世界衝撃!ウワォ動画
『世界衝撃!ウワォ動画』（せかいしょうげき!ウワォどうが）とは、2023年4月5日の21:00 - 22:54と同年11月21日の21:00 - 22:54に日本テレビで放送されたバラエティ番組である。

## 出演者
MC
- 加藤浩次
- 鈴木福（2回目）

ウワォサポーター（解説）
- 影山優佳（初回は進行も担当）

## スタッフ
- 企画・総合演出:石田昌浩（厨子王）
- 構成:大平将貴
- TM:望月達史
- SW:岩永雄允
- CAM:大庭茂嗣
- MIX:赤池暢也
- VE:小山龍一
- 照明:仲野貴信
- 美術:木村武史
- デザイン:大川啓介
- 大道具:石原大地
- 小道具:森川望美
- 電飾:福地里花
- メイク:奥松かつら
- モニター:ミジェット
- CG:K-WORK
- 技術協力:NiTRo、麒麟スタジオ
- 美術協力:日テレアート
- 編集:青木保憲
- MA:坂田早希
- 音効:西方裕弥（ZACK）
- TK:長坂真由美
- デスク:北村佳子
- リサーチ:塚越麗、石井千鶴、田中菜々緒
- 協力:Viral Hog、Jukin Media、Castes News、阪和電子工業株式会社、Newsflare、Launchpad Entertainment
- 監修:東海大学秋山泰伸教授、大阪大学石谷太教授、生態科学研究機構新宅広二、宮崎大学圖師一文教授、東京理科大学樋口健一教授、中部大学山本和男教授、宇都宮大学守山拓弥准教授
- ディレクター:吉岡賢祐（厨子王）、黒田沙季・早川美緒（Zプラス）、平塚怜・中村愛奈（厨子王）／伊原早紀・神川達哉・石川智菜・表寺智佳子・小林愛依（厨子王）
- 演出:井上充（Zプラス）
- コンプライアンスプロデューサー:武澤忠
- プロデューサー:貝山京子、山本めぐ、鈴木美枝子（Zプラス）、鈴木麻衣子（厨子王）
- チーフプロデューサー:齊山嘉伸
- 制作協力:厨子王
- 製作著作:日本テレビ